# フィッティングの補題
数学において、フィッティングの補題 (Fitting lemma) は、M が直既約加群で長さ有限であれば M のすべての自己準同型は全単射であるかさもなくば冪零であるという代数学の定理である。この定理から M の自己準同型環は局所環であることが従う。

## 主張
M が長さ n が有限の加群で f が M の自己準同型であるならば

## 証明
M の長さについての仮定より
が成り立つ。この等式のそれぞれから
を得る。

## 結果
- 補題の仮定のもと、f を ker(fn) に制限したものは冪零自己準同型で、im(fn) に制限したものは自己同型である[2]。
- M がさらに直既約であれば、f は冪零であるかまたは可逆であり、環 End(M) は局所環である[3]。
- この補題により直既約加群の直和である長さ有限の加群の分解の一意性に関するクルル・シュミットの定理を証明することができる。